# Emmanuel Top (album)
Albums de Emmanuel Top
Asteroid
(1996) Specials 'Phase One'
(2011)
Emmanuel Top est une compilation d'Emmanuel Top sortie en 2002 sur le label français Independance records sous licence exclusive d'Attack records et distribuée par Virgin France.

Les deux premiers CD compilent des titres réalisés par Emmanuel Top entre 1994 et 2001 sur le label Attack records.

Le troisième CD présente, outre deux remixes d'Acid Phase, un mix inédit réalisé par Emmanuel Top basé sur sa collection personnelle de samples Loop from nowhere.
Cette compilation est sortie en Allemagne sur le label Kosmo records sous le nom Best Of et ne diffère que par les remixes d'Acid Phase.

## Liste des titres

### Version française
- CD 1 :

1. Acid Phase (Original Club Mix) (5:21)
2. Turkish Bazar (6:35)
3. Detune My Fortune (8:40)
4. Climax V1.1 (7:50)
5. Tone (8:23)
6. So Cold (7:23)
7. Cosmic Event (5:41)
8. Throb (8:47)
9. This Is A .... ? (5:20)
10. Margueritte (6:53)

- CD 2 :

1. Ecsta-Deal (8:07)
2. Rubycon (6:19)
3. Tricid (11:28)
4. Armageddon (7:19)
5. Equilibrism (4:57)
6. Ink (5:51)
7. La Pipe A Eau (8:10)
8. Play It Loud (5:25)
9. Shotgun (8:21)
10. Next Track, The Silence (8:48)

- CD 3 :

1. Acid Phase [Nevada Kid Club Mix 2002] (4:47)
2. Acid Phase [BBE 2002 Club Mix 02] (7:08)
3. à 37. E.T. Dj Set (52:26)

### Version allemande
- CD 1 :

1. Acid Phase (Original Club Mix) (5:21)
2. Turkish Bazar (6:35)
3. Detune My Fortune (8:40)
4. Climax V1.1 (7:50)
5. Tone (8:23)
6. So Cold (7:23)
7. Cosmic Event (5:41)
8. Throb (8:47)
9. This Is A .... ? (5:20)
10. Margueritte (6:53)

- CD 2 :

1. Ecsta-Deal (8:07)
2. Rubycon (6:19)
3. Tricid (11:28)
4. Armageddon (7:19)
5. Equilibrism (4:57)
6. Ink (5:51)
7. La Pipe A Eau (8:10)
8. Play It Loud (5:25)
9. Shotgun (8:21)
10. Next Track, The Silence (8:48)

- CD 3 :

1. Acid Phase [Kai Tracid Remix] (6:37)
2. Acid Phase [Elektrochemie LK Remix] (8:44)
3. à 37. E.T. Dj Set (52:26)